# The Border (America)
The Border è un brano musicale del gruppo musicale pop rock America, pubblicato nel 1983 come primo singolo per il loro undicesimo album, Your Move. Fu scritto da Russ Ballard e dal membro Dewey Bunnell.
La canzone raggiunse il quarto posto della Adult Contemporary chart e la trentatreesima posizione nella Billboard Hot 100. Raggiunse invece il ventiduesimo posto nella MegaCharts olandese.
Il singolo contiene sul lato B Sometimes Lovers.